# سيمون بار
سيمون بار (بالألمانية: Simon Barr)‏ هو مجدف ألماني، ولد في 12 سبتمبر 1985.

## وصلات خارجية
- سيمون بار على موقع الاتحاد الدولي للتجديف (الإنجليزية)